# Aeropuerto de Logística del Sur de California
Para el uso militar antes de 1993, véase Base Aérea George
El Aeropuerto de Logística del Sur de California o el Southern California Logistics Airport (IATA: VCV, OACI: KVCV), también conocido como Victorville Airport, es un aeropuerto localizado en la ciudad de Victorville en el condado de San Bernardino, California, aproximadamente a 20 millas (32,2 km) al norte de San Bernardino.
Antes del uso civil, la instalación era conocida como la Base Aérea George, (1941-1992) que fue una primera línea de la base de la Fuerza Aérea de Estados Unidos.